# Bastard (Vidoll)
Bastard (Bastard?) è il secondo album della rock band visual kei giapponese Vidoll. È stato pubblicato il 21 novembre 2007 dalla label indie Sword Records.
Esistono due edizioni dell'album: una normale con custodia jewel case, ed una speciale in edizione limitata con custodia jewel case, cover diversa e DVD extra.

## Tracce
Tutti i brani sono testo e musica di Jui, tranne dove indicato.

Dopo il titolo è indicata fra parentesi "()" la grafia originale del titolo.
1. Bastard (Bastard?) - 4:03
2. At age 13 (At age 13?) - 4:05 (Jui - Shun)
3. D.J. “HERO” (D.J.“HERO”?) - 4:41 (Jui - Rame)
4. Innocent teens (Innocent teens?) - 4:56
5. Hatsuyuki (初雪?) - 4:57
6. Cokeheads ~under the society~ (Cokeheads 〜under the society〜?) - 3:35 (Jui - Rame)
7. Lost voice (Lost voice?) - 4:03
8. Neo Cinderella (ネオ・シンデレラ?) - 4:21 (Jui - Giru)
9. Sarah (Sarah?) - 4:02 (Jui - Rame)
10. Worst (Worst?) - 3:34 (Jui - Shun)
11. Tree (Tree?) - 3:19
12. Cloud (Cloud?) - 4:41

### DVD
Registrazione di un concerto dal vivo al J-rock Revolution Festival, registrato il 25/05/2007 al The Wilter di Los Angeles.
1. ...San ga koronda!! (…サンガコロンダ!!?)
2. Chocoripeyes (Chocoripeyes?)
3. Contenuti speciali: backstage del concerto

## Singoli
- 13/06/2007 - Innocent Teens
- 18/07/2007 - CLOUD

## Formazione
- Jui - voce
- Shun - chitarra
- Giru - chitarra
- Rame - basso
- Tero - batteria, pianoforte